# Wilfried Salomé
Wilfried Salomé, né le 4 avril 1977 à Roubaix, est un poète, écrivain et biographe français issu du mouvement littéraire de l'autofiction.

## Biographie

### Premières publications et lectures publiques
Wilfried Salomé, né le 4 avril 1977 à Roubaix, publie son premier roman, État de siège en 2000 aux Editions Balland, dans la collection Le Rayon, dirigée par Guillaume Dustan.
Dans les années 2010, il publie successivement Le code, Pour le titre on verra plus tard et Expérience de vie imminente aux Éditions de la Rue Nantaise, ainsi qu'un essai intitulé Requiem pour un trentenaire, aux Éditions de La Matière Noire, à Avignon.
En 2013, en partenariat avec Marseille - Provence 2013 Capitale européenne de la culture, il coorganise l'évènement La Trocade pour l'association d'art contemporain Mouv'Art. A cette période, il fait ses premiers pas sur scène, lors de lectures et de performances, à Marseille et Paris, en collaboration notamment avec la disc-jockey Ève Dahan et le chanteur et compositeur Olaf Hund.
En 2015, il participe au Contrat Local d'Education Artistique, résidence d'artistes sur le territoire du Montreuillois, et se produit lors de lectures publiques, notamment en 2018 à Lille avec le poète Jean-Marc Flahaut.

### Années 2020
En 2023, il publie La Beauté du Geste, un album de poésies mises en musique, accompagné d'un recueil des quinze textes de l'album, illustrés par plusieurs artistes peintres et dessinateurs de bande dessinée, tels que Jean-Marc Rochette, Serge Scotto, CharlElie Couture, Serge Fino, Francis Carin, Jaap de Boer, Alain Audry, Damien Verhamme , Gabrielle Pluet, Gwenaëlle Thetio, François Vergneres, Alexandre Attanasio, Marie-Laure Béraud, Florian Draussin, Hoel Gwern, Dimitri Lechaftois, Nki ou encore Eric Alcala.

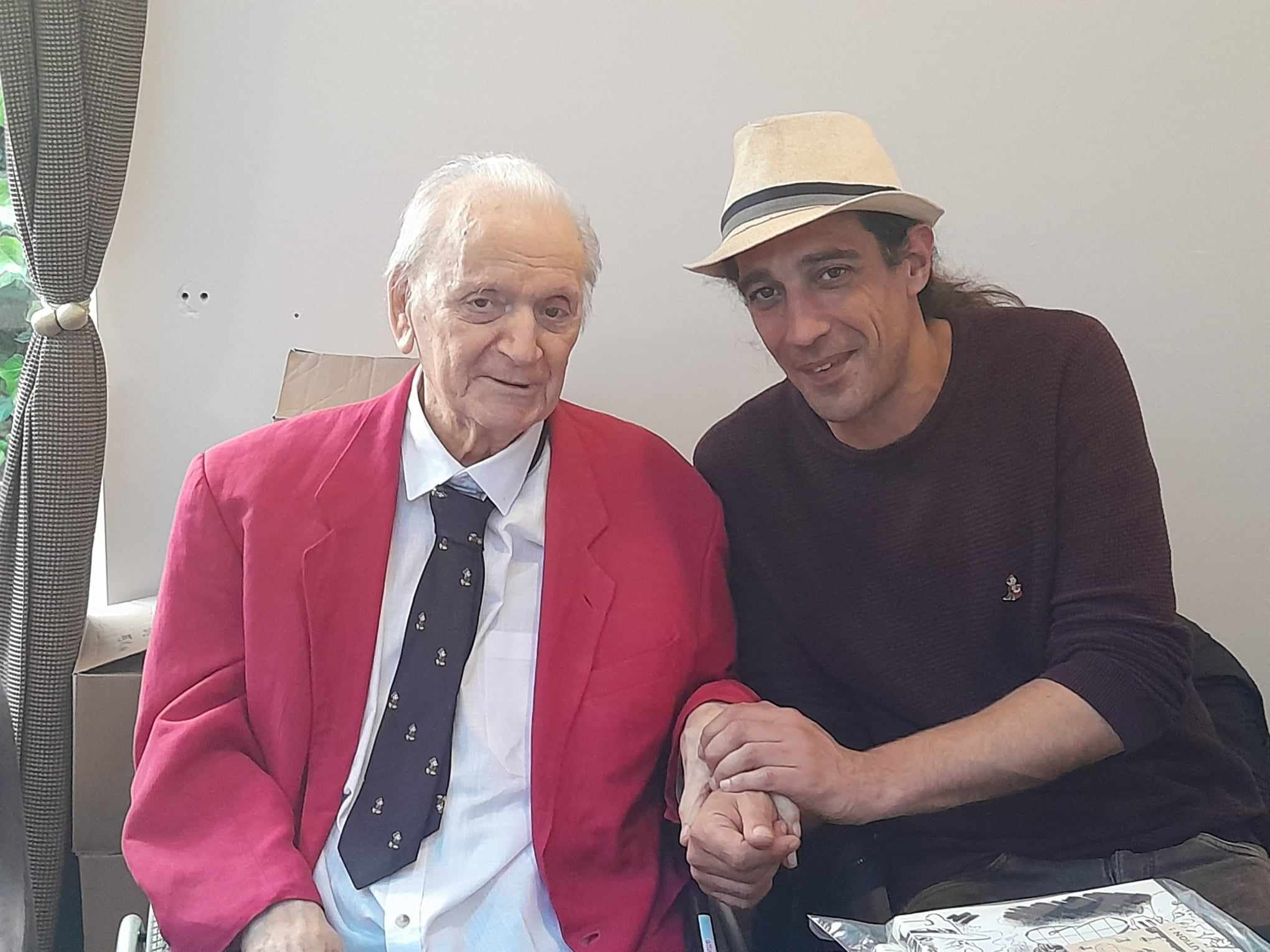
Dino Attanasio et Wilfried Salomé- Jette mai 2024

Passionné de bande dessinée depuis l'enfance, il rédige en 2024, pour les Éditions Bruxelloises Hibou, la biographie du doyen de la bande dessinée franco-belge Dino Attanasio, ouvrage intitulé Le Phileas Fogg des comics. La publication de cet ouvrage donnera lieu à un week-end en son hommage, organisé en la présence des officiels de la commune de Jette, de la famille de Dino Attanasio et d'auteurs de bande dessinée à la résidence Christalain à Bruxelles. Dino Attanasio a aussi été mis à l'honneur au festival de Courcelles en juin 2024. Une exposition hommage et une séance de dédicace en présence du doyen de la bande dessinée franco-belge Dino Attanasio au Comicstrip festival de Bruxelles a également eu lieu du 6 au 8 septembre 2024.

## Publications

### Ouvrages
- Collectif, État de siège, Éditions Balland, 2000 (ISBN 9782715813397)
- Collectif, L'écriture en soi, Éditions Numérique EPLA Arès, 2011
- Le Code, Éditions de la rue Nantaise, 2012 (ISBN 978-2-9192265-33-6 (édité erroné))
- Pour le titre on verra plus tard, Éditions de la rue Nantaise, 2013 (ISBN 978-2-919265-39-8)
- Où sont les écrivains ?, Éditions 1961numérique, 2014 (ISBN 9782368691052)
- Requiem pour un trentenaire, Éditions de La Matière Noire, 2014 (ISBN 9791024600970)
- Expérience de Vie Imminente, Éditions de la rue Nantaise, 2017 (ISBN 978-2-919265-53-4)
- La beauté du geste (CD et recueil de poésies), 2023 (ISBN 9-791041-505821)

### Participations
- « Ô, ma Lou », dans Collectif, Nouvelles (nouvelles), La Plume Éditions, 2014 (ISBN 978-2-914521-70-3)
- « CQFD, mon amour », dans Collectif, Écrire c'est vivre et peindre c'est aimer à nouveau, Éditions du Pont de l'Europe, 2014 (ISBN 978-2-919009-61-9)
- Sylvain Bertrand préface de Wilfried Salomé, Au rebord des gouttières, Éditions de la rue Nantaise, 2015 (ISBN 978-2-919265-49-7)
- « Soyez Objectif ! (Devenir Rimbaud) », dans Collectif, Rimbaud et moi, Éditions du Pont de l'Europe, 2020 (ISBN 978-2-36851-520-4)

### Travaux biographiques
- Wilfried Salomé, Alexandre Attanasio, Catherine Creveau et Gabrielle Pluet, Dino Attanasio, Le Phileas Fogg des comics, Éditions Hibou, 2024 (ISBN 978-2-87453-179-8)
- Collectif, Hommage à Dino Attanasio, Éditions Hibou, 2024, 32 p. (ISBN 978-2-87453-184-2)

## Liens
- Site officiel
- Notices d'autorité :   - VIAF
  - BnF (données)